# Hans Pesser
Johann „Hans” Erik Pesser (ur. 7 listopada 1911 w Wiedniu, zm. 12 sierpnia 1986 tamże) – austriacki piłkarz występujący na pozycji napastnika, reprezentant Austrii (1935–1937) i III Rzeszy (1938–1942), trener piłkarski.

## Kariera klubowa
W trakcie swojej kariery klubowej grał w Rapidzie Wiedeń (1931–1942). Z klubem tym wywalczył czterokrotnie mistrzostwo Austrii oraz mistrzostwo Niemiec i Puchar Niemiec.

## Kariera reprezentacyjna
24 marca 1935 zadebiutował w reprezentacji Austrii w przegranym 1:2 meczu przeciwko Włochom. W latach 1935–1937 rozegrał w drużynie narodowej 8 spotkań i strzelił 3 gole. Po Anschlussie rozpoczął występy w kadrze III Rzeszy, w której zagrał 12 razy i zdobył 2 bramki. Wystąpił w Mistrzostwach Świata 1938, gdzie zaliczył 1 spotkanie.

## Kariera trenerska
W latach 1945–1967 prowadził kluby z Wiednia: Rapid Wiedeń, Wiener SC, oraz SK Admira Wiedeń. W latach 1967–1968 pełnił funkcję selekcjonera seniorskiej reprezentacji Austrii.

## Sukcesy

### Jako piłkarz
Rapid Wiedeń
- mistrzostwo Austrii: 1934/35, 1937/38, 1939/40, 1940/41
- mistrzostwo Niemiec: 1940/41
- Puchar Niemiec: 1938

### Jako trener
Rapid Wiedeń
- mistrzostwo Austrii: 1945/46, 1947/48, 1950/51, 1951/52
- Puchar Austrii: 1945/46
- Puchar Zentropa: 1951